# Fritz Dopfer
Fritz Dopfer nació el 24 de agosto de 1987 en Innsbruck (Austria), aunque tiene la nacionalidad alemana, es un esquiador que ha ganado 1 Medalla en el Campeonato de Mundo (1 de plata) y tiene 9 podiums en la Copa del Mundo de Esquí Alpino.

## Resultados

### Juegos Olímpicos de Invierno
- 2014 en Sochi, Rusia
  - Eslalon: 4.º
  - Eslalon Gigante: 12.º

### Campeonatos Mundiales
- 2011 en Garmisch-Partenkirchen, Alemania
  - Eslalon Gigante: 15.º
  - Eslalon: 21.º
- 2013 en Schladming, Austria
  - Eslalon Gigante: 7.º
  - Eslalon: 7.º
- 2015 en Vail/Beaver Creek, Estados Unidos
  - Eslalon: 2.º
  - Eslalon Gigante: 15.º

### Copa del Mundo

#### Clasificación general Copa del Mundo
- 2009-2010: 122.º
- 2010-2011: 70.º
- 2011-2012: 20.º
- 2012-2013: 11.º
- 2013-2014: 11.º
- 2014-2015: 5.º

#### Clasificación por disciplinas (Top-10)
- 2011-2012:
  - Eslalon Gigante: 7.º
  - Eslalon: 8.º
- 2012-2013:
  - Eslalon: 7.º
  - Eslalon Gigante: 9.º
- 2013-2014:
  - Eslalon Gigante: 7.º
  - Eslalon: 7.º
- 2014-2015:
  - Eslalon Gigante: 4.º
  - Eslalon: 5.º
- 2015-2016:
  - Eslalon: 7.º